# Minea
Minea is een compositie van Kalevi Aho.
Het werk was het resultaat van de wens van dirigent Osmo Vänskä en het Minnesota Orchestra een werk te hebben dat specifiek voor dat symfonieorkest was geschreven en waarbij alle musici van dat orkest een (muziek)stem zouden hebben. Zij konden het dan spelen tijdens hun concerten in en rondom Minneapolis. Vänskä was daarbij toen (2005) al tijden promotor van Aho’s werk, met name via een uitgebreide discografie via Bis Records. De Finse componist kwam voor die Amerikaans orkest met een werk, dat het meest doet denken aan een Indiase raga. Het werk wordt gedurende de speeltijd van circa 19 minuten steeds intenser en opzwepender. Het ritme speelt daarin een belangrijke rol. Aho gaf zelf toe, dat het begin op een ander idee leunde; hij speelde leentjebuur bij de Japanse Shakuhachimuziek. Aho schuwde niet om in het werk exotische muziekinstrumenten te laten horen, al zij het hier beperkt tot de percussiegroep.
Orkestratie:
- 4 dwarsfluiten, 4 hobo’s, 4 klarinetten, 4 fagotten, zij moeten tevens de partijen spelen voor piccolo, althobo, basklarinet, contrafagot
- 6 hoorns, 4 trompetten, 2 trombones (II ook bastrombone), 1 tuba,
- pauken, 3 man/vrouw percussie, harp, piano/celesta
- 16 eerste violen, 14 tweede, 12 altviolen, 10 celli, 8 contrabassen